# Velké Těšany
Velké Těšany jsou západní část obce Bařice-Velké Těšany v okrese Kroměříž. Ve Velkých Těšanech se nachází Větrný mlýn německého typu. Velké Těšany je také název katastrálního území o rozloze 3,41 km2.

## Historie
První písemná zmínka o obci pochází z roku 1379.
V letech 1869–1950 byla samostatnou obcí a od roku 1961 se vesnice stala sloučením dvou bývalých obcí Bařice a Velké Těšany součástí obce Bařice-Velké Těšany.

## Obyvatelstvo

### Struktura
Vývoj počtu obyvatel za celou obec i za jeho jednotlivé části uvádí tabulka níže, ve které se zobrazuje i příslušnost jednotlivých částí k obci či následné odtržení.
| Místní části   | Místní části      | 1869 | 1880 | 1890 | 1900 | 1910 | 1921 | 1930 | 1950 | 1961 | 1970 | 1980 | 1991 | 2001 | 2011 | 2021 |
| -------------- | ----------------- | ---- | ---- | ---- | ---- | ---- | ---- | ---- | ---- | ---- | ---- | ---- | ---- | ---- | ---- | ---- |
| Počet obyvatel | část Velké Těšany | 266  | 296  | 337  | 343  | 370  | 371  | 326  | 299  | 311  | 266  | 223  | 199  | 206  | 248  | 202  |
| Počet domů     | část Velké Těšany | 47   | 56   | 58   | 61   | 64   | 66   | 70   | 77   | -    | 70   | 70   | 77   | 76   | 81   | 90   |

## Pamětihodnosti
- větrný mlýn